# Аби Кармајкл
Абигејл Кармајкл је измишљени лик ТВ драме Ред и закон који је створио Рене Балкер, а тумачила манекенка и глумица Енџи Хармон. Лик је био главни од 1998. до 2001. године. Појавила се у 78 епизода (72 серије Ред и закон и 6 серије Ред и закон: Одељење за специјалне жртве).

## Ред и закон
Аби Кармајкл је уведена у епизоди "Жеља" када се пребацила из бироа за наркотике како би заменила Џејми Рос (Кери Лоуел) као помоћница ОТ-а и Џека Мекоја (Сем Вотерстон) у окружном тужилаштву. У серији је откривено да је из Даласа и да је студирала на Универзитету "Тексас" где је се бавила атлетиком.
Кармајклова је описана као одлучна конзервативка: она је против побачаја и регулисања оружја, залаже се за казна смрти, али не верује у програм рехабилитације злочинаца. Та политичка уверења често су је доводила у сукоб са Мекојем и ОТ Адамом Шифом (Стивен Хил) и Нором Луин (Дајен Вист) који су сви више либерално настројени.
Извесни случајеви су, међутим, утицали на њен поглед на свет. Током једног случаја (епизода "Трулеж"), судило се једној робијашици која је убила затворског чувара јер тврди да ју је силовао. Кармајклова, која је раније дизала тужбу против те жене због дроге, није имала саосећања према њој и хтела је мртва 'ладна да је пошаље на доживотну робију − све док на унакрсном испитивању жена није рекла да је сама крива због силовања. То је погодило Кармајклову па је одмах тражила нагодбу. Кармајклова је касније открила Мекоју да ју је на првој години факултета силовао студент треће године са којим се тада забављала и да је годинама кривила себе. У једном случају су њеног колегу ПОТ Тонија Ричија убили руски мафијаши против којих је водила случај. Тада су је први и једини пут у тужилаштву видели како плаче.
Кармајклова се последњи пут појавила у епизоди "Тајно гласање" у којој је прихватила понуду да пређе у Државно тужилаштво у Њујорку. Њу је заменила Серена Садерлин (Елизабет Ром) у 12. сезони.

## Ред и закон: Одељење за специјалне жртве
Кармајклова се такође појавила у шест епизода прве сезоне огранка Ред и закон: Одељење за специјалне жртве. Појавила се у епизодама "Наплата", "Самачки живот", "Баксуз", "Завршетак", "Лоша крв" и "Право".

## Иза сцене
Иако је описала Еби Кармајкл као "диван лик", Хармонова је са друге стране била узрујана јер због распореда снимања серије нијe могла да снима филмове Чарлијеви анђели и Деца шпијуни Такође је осећала да њен лик "није растао". Хармонова је тражила од Дика Волфа да јој лик буде убијен на драматичан начин (a la Клер Кинкејд), али је он одбио.